# Melanorivulus zygonectes
Melanorivulus zygonectes, es un pez actinopeterigio de agua dulce, de la familia de los rivulines. Difícil de mantener en acuario.
Son rivulines de tamaño pequeño, con una longitud máxima descrita de 4 cm.

## Distribución y hábitat
Se distribuye por ríos de América del Sur en Brasil: cuencas de los ríos Araguaia, Tocantins, Xingú y  Tapajós. Son peces de agua dulce tropical y de comportamiento pelágico, no migratorio, que habita las áreas de sabana abierta y en los arroyos que cruzan bosques, ambientes donde el agua puede ser de muy claro a color marrón oscuro.